# Spoorlijn Bochum - aansluiting Nordstern
De spoorlijn Bochum - aansluiting Nordstern, ook wel Nokia-Bahn genoemd maar na het vertrek van Nokia Corporation vernoemd in Glückauf-Bahn, is een Duitse spoorlijn tussen de steden Bochum en Gelsenkirchen. De lijn is als spoorlijn 2153 onder beheer van DB Netze.

## Geschiedenis
Het traject werd door de Bergisch-Märkische Eisenbahn-Gesellschaft (BME) in fasen geopend:
- Bochum Süd - Bochum West: 16 november 1867
- Bochum West - Bochum-Riemke: 1 maart 1869
- Bochum-Riemke - Herne: 1 november 1874
- Herne - Schalke Nord: 10 januari 1876
- Schalke Nord - aansluiting Nordstern: 16 april 1970

### Nokia-Bahn
Op 26 september 1993 werd de halte Bochum-Graetz omgedoopt in Bochum Nokia, genoemd naar de vestiging te Bochum van Nokia Corporation, de Finse fabrikant van telecommunicatieapparatuur. In 2008 is deze Nokia-vestiging met 2300 werknemers gesloten omdat de productie naar Roemenië werd verplaatst. Hierna werd de naam Nokia-Bahn op 9 november 2008 veranderd in Glückauf-Bahn.

## Treindiensten

### DB
De Deutsche Bahn verzorgde tot 2005 het personenvervoer op dit traject met RB treinen.

### Abellio Rail
Abellio Rail is een Duits openbaarvervoerbedrijf dat in Noordrijn-Westfalen stads- en streekvervoer aanbiedt. Het bedrijf is op 5 juli 2005 opgericht en is gevestigd te Essen. De onderneming maakt deel uit van Abellio GmbH, een dochteronderneming van de Essener Versorgungs- und Verkehrsgesellschaft mbH (EVV) waartoe ook de Essener Verkehrsaktiengesellschaft (EVAG) behoort.
De Abellio Rail verzorgde sinds december 2005 voor een periode van 12 jaar het personenvervoer tussen Bochum en Gelsenkirchen met treinen van het type Coradia LINT 41.
| Serie | Treinsoort                  | Route | Bijzonderheden                                                 |
| ----- | --------------------------- | --- | -------------------------------------------------------------- |
| RB 43 | Regionalbahn (DB Regio NRW) | Dortmund Hbf – Dortmund-Lütgendortmund Nord – Castrop-Rauxel Süd – Herne – Wanne-Eickel Hbf – Gelsenkirchen Zoo – Gladbeck Ost – Dorsten | Emschertal-Bahn zaterdagavond en zondagochtend 1x per twee uur |
| RB 46 | Regionalbahn (DB Regio NRW) | Gelsenkirchen Hbf – Wanne-Eickel Hbf – Bochum-Riemke – Bochum-Hamme – Bochum West – Bochum Hbf                                           | Glückauf-Bahn 2x per uur, 1x per uur in het weekend            |

## Aansluitingen
In de volgende plaatsen is of was er een aansluiting op de volgende spoorlijnen:
Bochum Süd
DB 2150, spoorlijn tussen Bochum en aansluiting Prinz von Preußen
DB 2160, spoorlijn tussen Essen en Bochum
DB 2291, spoorlijn tussen Mülheim-Styrum en Bochum
Bochum West
DB 2194, spoorlijn tussen Bochum Hauptbahnhof en Bochum West
Bochum-Riemke
DB 2152, spoorlijn tussen Bochum Präsident en Bochum-Riemke
DB 2154, spoorlijn tussen Bochum-Riemke en Wanne-Eickel
Herne-Rottbruch
DB 2202, spoorlijn tussen Herne-Rottbruch en Wanne-Eickel
DB 2212, spoorlijn tussen Herne-Rottbruch en Herne
aansluiting Herne-Rottbruch
DB 2221, spoorlijn tussen Recklinghausen Süd en Herne
aansluiting Crange
DB 2207, spoorlijn tussen aansluiting Baukau en aansluiting Crange
Wanne-Unser Fritz
DB 2203, spoorlijn tussen Wanne-Eickel en Wanne-Unser Fritz
DB 2204, spoorlijn tussen Wanne-Eickel en Wanne-Unser Fritz
Gelsenkirchen Zoo
DB 2172, spoorlijn tussen Essen en Gelsenkirchen Zoo
DB 2235, spoorlijn tussen Gelsenkirchen-Bismarck en Gelsenkirchen-Schalke
DB 2236, spoorlijn tussen Zutphen en Gelsenkirchen-Bismarck
Gelsenkirchen-Bismarck
DB 16, spoorlijn tussen Dortmund-Bodelschwingh en Gelsenkirchen-Bismarck
DB 2172, spoorlijn tussen Essen en Gelsenkirchen Zoo
DB 2236, spoorlijn tussen Zutphen en Gelsenkirchen-Bismarck
aansluiting Nordstern
DB 2206, spoorlijn tussen Wanne-Eickel en Duisburg-Ruhrort

## Elektrische tractie
Het traject werd tussen 1966 en 1974 geëlektrificeerd met een spanning van 15.000 volt 16 2/3 Hz.